# Asenath Bole Odaga
Asenath Bole Odaga (1937-2014) est une éditrice et autrice (romans, pièces de théâtre, littérature jeunesse etc.) kényane. Elle agit pour la promotion de  la littérature en langues kényanes et l'étude de la littérature orale, notamment en écrivant en luo et en co-écrivant un guide de littérature orale destiné aux étudiants. 

## Biographie
Née à Rarieda au Kenya en 1938, Asenath Bole Odaga étudie à l’ Alliance Girls High School puis à l’ Université de Nairobi, où elle présente un mémoire de Marster en Arts :  Valeurs éducationnelles de « Sigendeni Luo »: Les récits oraux du Kenya Luo. 
En 1982, Asenath Bole Odaga fonde "Lake Publishers" et devient ainsi la première femme éditrice au Kenya. Elle ouvre plus tard la librairie Thu-Thinda à Kisumu.  
Asenath Bole Odaga crée le Kenya Women Literature Group en 1986 dans le but de développer des œuvres en langues kényanes par et pour les femmes. 
Elle écrit également des livres à destination des plus jeunes. Elle explique à ce propos : "J'ai pensé que les enfants doivent avoir quelque chose à lire sur leur propre passé et sur les autres enfants qu'ils connaissaient, de vrais héros africains auxquels ils peuvent s'identifier". Ces histoires se concentrent souvent sur la vie quotidienne des enfants.   

### Héritage
Asenath Bole Odaga est décédé le 1er décembre 2014. Elle est répertoriée par le Daily Nation comme l’une des écrivaines ayant le plus d’impact sur la société kényane. Son travail a été cité comme référence ayant eu une influence importante par la romancière kenyane Yvonne Adhiambo Owuor. 

## Travaux publiés
- English--Dholuo Dictionary
- The Villager's Son (1971)
- Thu tinda : stories from Kenya (1980)
- Yesterday's today : a study of oral literature (1984)
- Ogilo nungo piny kirom (1983)
- The Shade Changes (1984)
- Nyamgondho wuod ombare gi sigendini luo moko (1985)
- The storm (1985)
- Literature for children and young people in Kenya (1985)
- Munde goes to the market (1987), with Adrienne Moore
- A bridge in time (1987)
- Munde and his friends (1987)
- Between the years (1987)
- Jande's ambition (1988)
- The silver cup (1988)
- The hare's blanket. And other stories (1989), with Adrienne Moore
- Poko nyar migumba : gi sigend luo mamoko (1989), with
- The diamond ring (1989)
- The angry flames (1989), with Adrienne Moore
- The secret of the monkey rock (1989)
- Riana (1991)
- A night on a tree (1991)
- My home (1991)
- The love ash, rosa and other stories (1992)
- Simbi nyaima (1993)
- Basic English-Luo words and phrases (1993)
- Why the hyena has a crooked neck and other stories (1993)
- Endless road (1995)
- Luo sayings (1995)
- Something for nothing (2001)
- Mogen jabare (2003)
- Nyangi gi Otis (2004)
- The Luo oral literature and educational values of its narratives (2010)[9]